# Catasos
Catasos (oficialmente Santiago de Catasós) es una parroquia española del municipio de Lalín, perteneciente a la provincia de Pontevedra, en la comunidad autónoma de Galicia.

## Historia
Hacia mediados del siglo XIX, el lugar, ya por entonces perteneciente a Lalín, tenía contabilizada una población de cuatrocientos habitantes. Aparece descrito en el sexto volumen del Diccionario geográfico-estadístico-histórico de España y sus posesiones de Ultramar de Pascual Madoz con las siguientes palabras:

CATASOS (Santiago de): felig. en la prov. de Pontevedra (10 leg.), part. jud. y ayunt. de Lalin (1/4), dióc. de Lugo (10): sit. en la falda oriental de la cord. de montes que dividen sus aguas entre los r. Deza y Arnego, con buena ventilacion y clima sano. Comprende, ademas del l. de su nombre, los de Antuin, Belelle, Casas-Bellas, Celemin, Cerredo, Cobas, Donfrean, Pujallos, Quintela, Rodelas y Torobedo, que reunen unas 80 casas. La igl. parr., dedicada á Santiago, es aneja de San Adriano de Moneijas. Confina el térm. con el de Lalin por N.; E. la felig. de Maceira; S. la de Sisto, y O. la matriz. El terreno participa de monte y llano y es de buena calidad; abunda en aguas de fuente, pero escasea de arbolado. Los caminos son locales y en regular estado. El correo se recibe en Lalin. prod.: cereales, castañas, legumbres, hortaliza, algunas frutas, y muchos pastos para manutencion de ganado vacuno, caballar, de cerda, lanar y cabrio: hay caza de varias clases. pobl.: 80 vec., 400 alm. contr.: con su ayunt. (V.)
(Madoz, 1846, p. 260)

En 2022, tenía empadronados 358 habitantes.